# 廣田尚敬
廣田尚敬（日語：広田 尚敬，1935年11月19日—），日本攝影師，以鐵道攝影聞名，在日本有「鐵道攝影之神」之譽。

## 經歷
廣田尚敬出生於東京都，幼時即對鐵道感興趣，於中央大學畢業後，1960年起專任攝影師，並以鐵道攝影為主要拍攝主題。作品散見於許多日本鐵道雜誌與美國鐵道雜誌《Trains》。1988年擔任日本鐵道寫真作家協會首任會長。

## 家庭
廣田尚敬的次子廣田泉也是鐵道攝影師。

## 外部連結
- 鉄道写真.COM （页面存档备份，存于）
- 笹本健次社長対談 第2回・広田尚敬さん （页面存档备份，存于） （ホビダスより）